# Драган Голцер
Драган Голцер (сербохорв. Dragan Holcer, 19 січня 1945, Цвізель — 23 вересня 2015, Спліт) — югославський футболіст, що грав на позиції захисника.
Є однією із легенд «Хайдука» (Спліт), з якою став триразовим чемпіоном Югославії та триразовим володарем Кубка Югославії. Наприкінці кар'єри грав у ФРН за «Штутгарт» та «Шальке 04», Також грав за національну збірну Югославії, з якою став віце-чемпіоном Європи 1968 року.

## Клубна кар'єра
Батьком Драгана був Франк Голцер зі Словенії, а його матір'ю була Іда Ореллі, уродженка міста Ниш, донька австрійки та італійського залізничного інженера, який працював на будівництві залізниці Ниш-Скоп'є під час народження його дочки. Батько Голцера воював у Народно-визвольній армії Югославії під час Другої світової війни і помер до народження Драгана. Його мати була схоплена в Словенії і ув'язнена в таборі у Цвізелі у Саксонії разом з трьома доньками, де і народився Драган. Незабаром після закінчення війни мати переїхала з дітьми на батьківщину в Ниш у Сербії, де Голцер виріс.

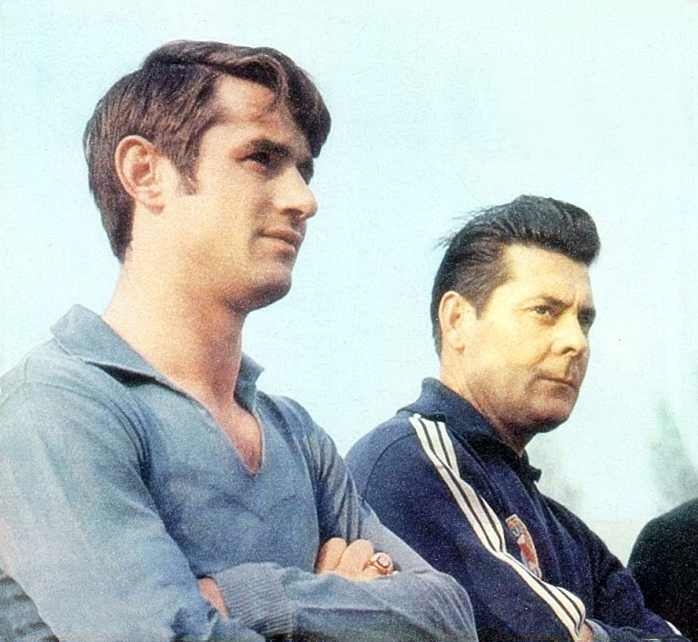
Голцер (ліворуч) разом із тренером «Хайдука» Душан Ненкович. 1968 рік.

У дитинстві він займався гандболом, але одного разу почув, що на стадіоні футбольного клубу «Раднички» (Ниш) збирається близько тридцяти молодих людей, які вирішили пройти на перегляд для вступу до команди. Голцер теж пішов і став був одним із двох прийнятих. У дорослому футболі за цей клуб дебютував 1963 року в 18-річному віці, на правому фланзі, у матчі проти «Сараєво» (1:2) у Сараєво, де забив єдиний гол своєї команди. Спочатку він грав на позиції правого або лівого захисника, поки його не перемістили на позицію центрального захисника. Загалом провів за «Раднички» чотири сезони, взявши участь у 96 матчах чемпіонату.
Своєю грою за цю команду привернув увагу представників тренерського штабу клубу «Хайдук» (Спліт), до складу якого приєднався 1967 року. Відіграв за сплітську команду наступні вісім сезонів своєї ігрової кар'єри. Більшість часу, проведеного у складі «Хайдука», був основним гравцем захисту команди. За цей час тричі виборював титул чемпіона Югославії і тричі ставав володарем Кубка Югославії. Він також дійшов до півфіналу Кубка володарів кубків 1972/73 років, що є одним із найкращих результатів в історії «Хайдук» у єврокубкових змаганнях. У складі команди він провів 419 ігор (з них 311 у чемпіонаті) і забив 9 голів.
У восьмому сезоні в «Хайдуку» він отримав травму, схожу на ту, яка завершила кар'єру Марина Лемешича, тому Голцер вирішив відновлюватись довше, щоб лікарі не повторили такої ж помилки. Ця травма змусила легендарного тренера «Хайдука» Томислава Івича списати його з рахунку, заявивши, що він більше ніколи не буде ходити, не кажучи вже про те, щоб грати. Тим не менш, незмінний ліберо продовжив кар'єру в німецькому друголіговому західнонімецькому «Штутгарті».
Ставши 1975 року гравцем «Штутгарта», у складі якого провів наступні шість років своєї кар'єри гравця, Драган також здебільшого виходив на поле в основному складі команди, а також був капітаном протягом 4 років. 1977 року югослав допоміг клубу вийти до Бундесліги та став одним із найкращих гравців клубу, допомагаючи розвитку молодих Дітера Генесса, Гансі Мюллера та братів Бернда і Карла-Гайнца Форстерів.
Після 106 ігор Бундесліги та одного голу, Голцер покинув клуб і завершив ігрову кар'єру у команді Другої Бундесліги «Шальке 04», за яку виступав протягом сезону 1981/82 років.

## Виступи за збірну
19 вересня 1965 року дебютував в офіційних іграх у складі національної збірної Югославії в матчі відбору на чемпіонат світу 1966 проти Люксембургу (5:2).
У складі збірної був учасником чемпіонату Європи 1968 року в Італії, де разом з командою здобув «срібло», зігравши у всіх трьох іграх.
Свою останню гру в національній збірній провів 17 квітня 1974 року проти Радянського Союзу (0:1) у Зениці. Загалом протягом кар'єри в національній команді, яка тривала 10 років, провів у її формі 52 матчі.

## Подальше життя і смерть
Після завершення кар'єри гравця він був членом правління та президентом молодіжної комісії «Хайдука» до 1986 року. Після цього він був, на короткий час, у 2000 році, разом із Шиме Лукетіним і Анте Жая, членом антикризового тріо, яке керувало клубом між двома конгрегаціями. У той період, у травні 2000 року, «Хайдук» виграв Кубок Хорватії. Після приходу нового президента Бранко Гргича Драган пішов з клубу.
Помер 23 вересня 2015 року на 71-му році життя у місті Спліт після тривалої та важкої хвороби.

## Титули і досягнення
- Чемпіон Югославії (3):

«Хайдук» (Спліт): 1970/71, 1973/74, 1974/75
- Володар Кубка Югославії (3):

«Хайдук» (Спліт): 1971/72, 1973, 1974